# Ulrich von Werdum
Ulrich von Werdum (* 1. Januar 1632 auf Burg Edenserloog in Werdum bei Esens; † 20. März 1681 ebenda) war Häuptling von Werdum, Inhausen und Roffhausen sowie schwedischer Diplomat. Er war Verfasser der Familienchronik „Series familiae Werdumanae“ sowie von Büchern zur Geschichte Ostfrieslands.

## Familie
Seine Eltern waren Hero von Werdum und dessen Ehefrau Kathrina Elisabeth von Morrien.

## Leben
Er wurde zunächst zu Hause unterrichtet, kam aber 1645 dann auf die Schule in Jever, an der Benedikt Gweiter Direktor war. Im Jahr 1648 ging er auf die Universität Franeker. Dort lernte er bei Johannes Coccejus Theologie, bei Johann Jacob Wissenbach Jura, bei Johannes Antonides van der Linden Medizin. Im Jahr 1652 kehrte er nach Hause zurück. Im Jahr 1654 schrieb er sich in Heidelberg ein und lernte beim Reichskammergericht in Speyer. Ende 1655 kehrte er nach Hause zurück. Er verwaltete seine Güter und beschäftigte sich mit der Geschichte Ostfrieslands und den damaligen Streitigkeiten zwischen dem Fürstenhaus und den Ständen. Nach dem Tod seiner Eltern um 1670 wurde das Erbe zwischen den Geschwistern aufgeteilt. Ulrich und sein Bruder Alexander beschlossen, nun auf Reisen zu gehen.

### Auf Reisen in Polen
In Hamburg trafen sie auf einen Herrn von Beauval. Sein wirklicher Name war Jean de Courthonne, Abt von Paulmiers, der im Auftrag der französischen Regierung nach Polen reiste, um dort den Sturz des Königs Michael und die Wahl des französischen Prinzen Charles Paris, des Herzogs von Longueville (12. Juni 1672), zum polnischen König zu betreiben. Sie mussten sich im Geheimen durch das Land bewegen, immer auf den Hut vor Räubern und Spionen. Sie trafen einflussreiche Persönlichkeiten der damaligen Zeit und versuchten sie für die französischen Sachen zu gewinnen. 1671 waren sie sogar im Heer des Großhetmans Sobieski. Alle Bemühungen waren aber vergebens, da der Prinz beim Rheinübergang am Beginn des Holländischen Krieges 1672 ertrank. Ulrich und der Abbé kehrten nach Frankreich zurück und am 12. August 1672 erreichten sie Paris. Das Angebot des Abbé, in dessen Diensten zu bleiben, lehnte Ulrich ab. Er kehrte am 16. März 1673 über England und die Niederlande nach Ostfriesland zurück.

### In schwedischen Diensten
Sein Bruder Alexander hatte sich schon zu Beginn der Reise von ihm getrennt. Er war nach Schweden gegangen und Hofmeister beim Diplomaten Graf Bengt Oxenstierna geworden. Ulrich reiste nun über Dänemark nach Schweden und erreichte am 14. Juni 1673 Stockholm. Sein Bruder wechselte nun als Schlosshauptmann in die Herrschaft Capurga in Ingermanland und so erhielt Ulrich die Stelle als Hofmeister. Er konnte viel reisen, kam bis Norwegen und traf viele hochgestellte Persönlichkeiten, darunter auch den schwedischen König.
Als der König 1674 Oxenstierna auf eine diplomatische Reise an den Hof nach Wien schickte, war auch Ulrich von Werdum mit dabei. Vorausgeschickt wurde der böhmische Edelmann Major Heinrich Hochut von Karassow. Dieser reiste bereits am 4. Mai 1674 in Richtung Hamburg ab, um erste Vorbereitungen zu treffen. Ulrich folgte ihm am 20. Mai. In Hamburg mussten Pferde und Wagen beschafft werden, denn der diplomatische Tross sollte 151 Menschen umfassen. Die Zeit in Hamburg nutzte Ulrich auch, um seine Schwester in Elmeloh zu besuchen. So dauerte es bis zum 13. August, bis die Gesandtschaft ihre Reise begann. Man durchquerte zahlreiche deutsche Länder, Braunschweig-Lüneburg, Stift Halberstadt, Meißen, Thüringen, Franken, Oberpfalz, Stift Passau und Oberösterreich, bis man am 21. September in Wien anlangte. Es gehörte zu den Aufgaben Ulrichs, die jeweiligen Herrscherhäuser zu besuchen. Nachdem der prachtvolle Zug Wien erreicht hatte, begann das diplomatische Geschäft. Die nächsten Monate nutzte Ulrich von Werdum, um Wien und die Umgebung zu erkunden. Am 18. Januar 1675 machte die Gesellschaft sich auf den Rückweg. Dieser führte über Niederösterreich, Mähren, Schlesien und Brandenburg nach Pommern und Mecklenburg, wo man in Wismar Halt machte. Hier wurden die nicht ständigen Mitglieder entlassen. Der Graf Oxenstierna wurde Präsident des hohen Tribunals in Wismar und königlich schwedischer Reichsgesandter in Deutschland. Ulrichs Bruder Alexander reiste auch nach Wismar, wo sich beide am 15. Mai trafen und von wo sie am 25. Mai nach Ostfriesland zurückkehrten.
Kaum waren die Brüder am 10. Juni zu Hause in Werdum angekommen, wurden sie zurückgerufen. Die Schweden waren in Brandenburg einmarschiert und in der Schlacht bei Fehrbellin geschlagen worden. Auch die Dänen marschierten nun gegen Schweden. So brachen die Brüder am 3. Juli auf und erreichten am 18. Juli Wismar. Dort streiften bereits brandenburgische und dänische Reiter auf der Suche nach Beute umher. Oxenstierna war zum Reichstag nach Schweden zurückgerufen worden und hatte für seinen Hofmeister eine prekäre Aufgabe. Dieser sollte Juwelen im Wert von 12.000 Talern nach Lübeck in Sicherheit bringen. Oxenstierna wollte mit seinem Gefolge auf anderen Wegen dorthin gelangen. Die Sache glückte und Oxenstierna konnte am 8. August von Lübeck aus nach Schweden zurückkehren. Ulrich wartete hingegen noch bis zum 9. September auf sein Gepäck aus Wismar. Er kehrte dann nach einem Besuch seiner Schwester nach Hause zurück. 
Bereits im Januar 1776 bekam er einen Brief von Oxenstierna, der ihn und seinen Bruder aufforderte, sich bald der schwedischen Gesandtschaft nach Nimwegen anzuschließen, wo ein Friedensvertrag verhandelt werden sollte. Es dauerte aber noch bis zum 16. August, bis er sich auf den Weg machen musste. Die Unterredungen zogen sich hin und Ulrich nutzte die Gelegenheit, Utrecht, Amerongen, Amsterdam und die Waal-Mündung zu bereisen. Im Februar 1677 riefen ihn aber die Geschäfte zurück nach Ostfriesland. Am 8. Februar 1677 verabschiedete sich der Graf von seinem Hofmeister.

### Letzte Jahre
In Ostfriesland waren der regierenden Fürstin die Reisen und die Erfahrung des Ulrich von Werdum nicht entgangen und so holte sie ihn als Geheimen Rat sowie Kanzlei- und Vize-Kammer-Präsidenten an den Hof nach Aurich. Diese Zeit war geprägt durch die Gegensätze zwischen der Fürstin, die einen absolutistischen Staat wollte, und den Ständen, die mit der Ostfriesischen Landschaft eine mächtige Institution stellten.
Ulrich von Werdum starb ohne Nachkommen überraschend am 20. März 1681 und wurde im Erbbegräbnis der Familie in Werdum begraben.

## Werke
Obwohl er einige Werke verfasst hat, sind sie nie in den Druck gekommen, sondern immer nur als handschriftliche Kopie in Gelehrtenkreisen weitergegeben worden:
- Series Familae Werdumae usque ad Annum MDCLXII, lateinisch, Übersetzung ins Deutsche durch den Konsistorialrat Andreas Arnold Gossel (nicht gedruckt)
- Res Frisiae, 1659
- Historiae Frisiae Breviarium iuxta seriem Librorum Ubbonis Emmi, 1660
- Discursus historico politiucs de causis motae Frisia
- Journal der Reisen die ich durch die Königreiche Polen Frankreich Engelland Dännemark und Schweden auch durch Ober und Niedere Teutschland sammt andern hier und dort an grentzenden Mündern gethan In den Jahren 1Ü70 1671 1672 1673 1674 1675 1676 1677. U. V. Werdum in fol. 480 Seiten nebst einem Register der Städte, Schlößer, Flecken, Dörfer, Ströme, Rivire, Flüße und anderer merckwürdigen Sachen, so in dieser Reise-Beschreibung enthalten
- prsponsa politica de sigillo ordinibus Frisiae orientalis ab Imp. Leopoldo concesso nec non de administratione Justitiae & Bonorum in Frisia
- Vermuthliche Mittel dadurch zwischen dem Hochfürstlichem Hause und gesammten Untcethanen in Ostfriesland beständige Einigkeit und geruhiges Regiment wiederum anzurichten und zu erhalten

Wahrscheinlich von Ulrich von Werdum:
- Genealogia quarundam Nobilitatis Frisiae Familarum iuxta Hostoriam Ubbonis Emmii